# Bad Nenndorf
Bad Nenndorf är en stad i Landkreis Schaumburg i det tyska förbundslandet Niedersachsen. Bad Nenndorf, som för första gången nämns i ett dokument från år 936, har cirka 12 000 invånare.
Kommunen ingår i kommunalförbundet Samtgemeinde Nenndorf tillsammans med ytterligare tre kommuner.

## Administrativ indelning
Bad Nenndorf består av fyra Stadtteile.
- Bad Nenndorf
- Waltringhausen
- Horsten
- Riepen